# 刺青の男 (アルバム)
『刺青の男』（いれずみのおとこ、Tattoo You）は、1981年にリリースされた、ローリング・ストーンズのオリジナルアルバム。全英2位、全米1位を記録。

## 解説
前作『エモーショナル・レスキュー』に伴うツアーが1年延期され、ツアーに間に合わせるべく新アルバムの制作に迫られたストーンズだが、当時ミック・ジャガーとキース・リチャーズの仲が上手くいかず、曲作りが全く進まなかった。これを受け、クリス・キムジーはストーンズがこれまで残してきた膨大なアウトテイクを調べ上げ、未完成のベーシックトラックにオーバーダブを施していくという手法を選択した。本作に収録された曲のほとんどは、過去の作品からのアウトテイクを元に制作したものである。素材は最新の『エモーショナル・レスキュー』（1980年）から、最も古いもので『山羊の頭のスープ』（1973年）までに及んだ（『イッツ・オンリー・ロックン・ロール』からのアウトテイクは1曲も採用されていない）。本作のためのレコーディングは1980年10月から12月にかけて、パリのパテ・マルコーニ／EMIスタジオにて、そして1981年4月から7月にかけて、ニューヨーク、アトランティック・スタジオで行われた。純粋な新曲は「ネイバース」と「ヘヴン」の2曲のみである。
オーバーダブに参加したゲスト・ミュージシャンには、ザ・フーのピート・タウンゼントや、ジャズ・サックス奏者のソニー・ロリンズがいた。ロリンズの参加は、ジャガーが常連のボビー・キーズではなく、ジャズ界のサックス奏者を起用しようと、ジャズ通のチャーリー・ワッツに相談して決めたものである。ワッツ本人は「絶対来るはずがない」と思いつつロリンズの名前を出したが、数日後スタジオにそのロリンズが来ているのを見た時には思わず感嘆の声を上げ、「改めてミック・ジャガーのすごさに感心した」と振り返っている。しかしこれらの事情は、発売当時の本作のレコードには一切参加ミュージシャンのクレジットが記載されなかったことで、一般の聴衆には知らされなかった。クレジットがなかったため、『山羊の頭のスープ』の頃はストーンズのメンバーだったミック・テイラーが、自身の演奏が無許可で使用されているとして提訴するという出来事もあった。なお、ロリンズは「ストーンズのファンは俺のレコードなんか聴かないだろうから気にしない」とコメントしている。
年代も録音場所もバラバラである楽曲群を統一感のあるサウンドに仕上げたのは、「ミス・ユー」（1978年）の12インチシングル・バージョンでリミックスを担当したボブ・クリアマウンテン。この仕事が大きく評価されたクリアマウンテンは、以降もストーンズの作品に度々起用される事になる。本作はA面にビートのきいたロック・ナンバー、B面にスロー〜ミディアムテンポの曲が配置されている。本作がリリースされた1981年はMTVが発足した年でもあり、アルバムからは5曲でプロモーションビデオが製作されている（「スタート・ミー・アップ」、「ハング・ファイアー」、「ネイバース」、「ウォリード・アバウト・ユー」、「友を待つ」）。現在これらの映像はいずれもYouTubeのストーンズ公式ページで視聴できる。
パッケージはシングル・スリーブで、表側にはジャガー、裏側はリチャーズの、それぞれの顔に刺青を合成した写真が使用されている（他の3人の写真は一切なし）。ジャガーによれば、本作のタイトルは、このジャケットデザインによって決められたものだという。リチャーズはこのジャケットデザインを酷評している。内袋には蹄がハイヒールになった馬の足の写真で、必要最低限のクレジットがここに記載されている。裏側は一面波模様となっている。

## 評価
アメリカでは9週連続で1位を獲得、1981年のうちにプラチナ・レコードに輝き、これまでに400万枚以上を売り上げる大ヒットとなった。他、オーストラリア、カナダ、フランス、ニュージーランドでも1位を獲得している。一方でイギリスでは2位に留まり、売上は前作よりも下回っている。アルバムからの先行シングルである「スタート・ミー・アップ」も全米2位の大ヒットとなり、1980年代のストーンズを象徴する曲とジャガー自ら語るまでになった。批評家筋からの評価もよく、ローリングストーン誌は「ここ数年で初めて、ストーンズはファンの信頼に応えた」と評し、ロバート・クリストガウは「このアルバムでは、ハーモニー、フィル、勢いなど、スタイル的な満足感がある。また、リード・シンガーは40歳を過ぎても意地悪さを失ってはいない」とし、本作に「A-」を与えた。
ただ、各曲に年代も制作の背景も統一していないアルバムであるため、ここではリチャーズとロン・ウッドの2人によるインタープレイは聴けず、またジャガーも「すごくいい出来だとは思うんだが、俺がいつも求めてる"統一性"ってものがないんだよ」と、本作にやや否定的な意見を述べている。ストーンズと同年代のアーティストのほとんどは第一線を退き、1970年代後半に起きたパンク・ムーブメントも衰退し始めたこの頃より、ストーンズは「史上最強のロックバンド」と呼ばれるようになったが、1980年代より方向性の模索やジャガーとリチャーズの対立などで、苦難の道を辿ることになる。
本作は『ローリング・ストーン誌が選ぶオールタイム・ベストアルバム500』に於いて、213位にランクインしている。

## ワールド・ツアー
本作リリース後、北米ツアーが1981年9月25日のフィラデルフィア、ジョン・F・ケネディ・スタジアム公演から始まる。ツアー前のウォームアップ・ギグはマサチューセッツ州ウースターの小クラブ、サー・モーガン・ケイヴで「ブルー・マンディ・アンド・ザ・コックローチズ」の偽名で行われた。北米ツアーは12月19日のバージニア州ハンプトン・ローズのハンプトン・コロシアム公演で終了する。オープニングはデューク・エリントンの「A列車で行こう」、エンディングにはジミ・ヘンドリックスの「星条旗」が流された。本作からは「スタート・ミー・アップ」「ハング・ファイアー」「リトルT&A」「黒いリムジン」「ネイバース」「友を待つ」、前作『エモーショナル・レスキュー』から「レット・ミー・ゴー」「氷のように」が演奏された。また、オールディーズ・カヴァーとしてエディ・コクランの「トゥエンティ・フライト・ロック」、スモーキー・ロビンソンの「ゴーイング・トゥ・ア・ゴー・ゴー」が演奏された。本ツアーの様子は収録され、ハル・アシュビーの監督で『レッツ・スペンド・ザ・ナイト・トゥゲザー』として公開された。翌年にはヨーロッパ・ツアーを開始する。スポンサーはTDK。ツアーは5月26日、スコットランド、アバディーンのキャピトル・シアター公演から始まり、7月25日のリーズ、ラウンドヘイ・パーク公演で終了した。セットリストは前年の北米ツアーと大きく変わらなかったが、本ツアーではジェリー・リー・ルイスの「シャンティリー・レース」が演奏された。

## リイシュー
1994年にヴァージン・レコードからリマスター版が、2009年にはポリドールから再リマスター版がリリースされた。2011年には日本限定で、ユニバーサルミュージックグループから再々リマスター版がSACDにて発売された。2014年には同一リマスター版をSHM/プラチナSHM-CDにて再リリース（紙ジャケット仕様）。
2021年、最新リマスター版が40周年記念エディションとしてリリース。1CDエディション、2CDエディション、4CD＋1LPのボックスセット、5LPボックスセットの4バージョンが用意され、2CDエディション以降には、『ロスト＆ファウンド：レアリティーズ』と題した未発表テイク集が付属、さらにボックスセットには、1982年のウェンブリー・スタジアム公演の模様を収録したライブディスクが追加されている。

## 収録曲
特筆無い限りジャガー/リチャーズ作詞作曲。
録音日の出典：

### オリジナル（1981年）
- A面

1. スタート・ミー・アップ - Start Me Up 3:32
  - アルバムからの先行シングル。素材は1977年10月から11月の『女たち』のセッションから。曲の源泉は『ブラック・アンド・ブルー』の頃にはすでに存在していたという[12]。
2. ハング・ファイヤー - Hang Fire 2:21
  - 素材は1979年6月から10月の『エモーショナル・レスキュー』セッションから。これより前にも1977年10月から11月のセッションで初期バージョンが録音されている。
3. 奴隷 - Slave 4:59
  - 素材は1975年1月から2月の『ブラック・アンド・ブルー』セッションから。オリジナル版では演奏時間が4分59秒だったが、1994年のリマスター版より6分34秒のロング・バージョンに差し替えられた。
4. リトルT&A - Little T&A 3:23
  - 素材は1979年1月から2月のセッションから。1977年10月から11月でのセッションでも録音されているがこれは使用されなかった。シングル「友を待つ」のB面に収録。
5. 黒いリムジン - Black Limousine (Mick Jagger/Keith Richards/ Ron Wood) 3:31
  - 素材は1977年10月から1978年3月にかけてのセッションから。
6. ネイバーズ - Neighbours 3:31
  - 本作のために書き下ろされた新曲。

- B面

1. ウォリード・アバウト・ユー - Worried About You 5:17 
  - 素材は1975年1月から2月のセッションから。1977年にはコンサートで披露されている。
2. トップス - Tops 3:45
  - 素材は1972年11月から1973年1月の『山羊の頭のスープ』のセッションから。
3. ヘヴン - Heaven 4:22
  - 本作のために書き下ろされた新曲。ジャガー、ビル・ワイマン、ワッツ、キムゼイの4人だけで録音され、リチャーズとウッドは不参加。
4. 泣いても無駄 - No Use in Crying (Jagger/Richards/Wood) 3:25 
  - 素材は1979年6月から10月のセッションから。シングル「スタート・ミー・アップ」のB面に収録。
5. 友を待つ - Waiting on a Friend 4:34 
  - 素材は1972年11月から12月のセッションから。アルバムからのシングル第2弾。

### 40周年記念エディション（2021年）
デラックス・エディション・ボーナスディスク『ロスト＆ファウンド：レアリティーズ』
1. リヴィング・イン・ザ・ハート・オブ・ラヴ - Living in the Heart of Love 4:13
2. フィジー・ジム - Fiji Jim 4:01
3. トラブルズ・ア・カミング - Troubles a’ Comin’(Chi-Lites cover)	4:16
4. シェイム、シェイム、シェイム - Shame, Shame, Shame (Jimmy Reed cover) 4:14
5. ドリフト・アウェイ（明日なきさすらい） - Drift Away (Dobie Gray cover) 4:07
6. イッツ・ア・ライ - It’s a Lie 4:57
7. カム・トゥ・ザ・ボール - Come to the Ball 3:41
8. ファスト・トーキング、スロ―・ウォーキング - Fast Talking, Slow Walking 5:40
9. スタート・ミー・アップ（アーリー・ヴァージョン） - Start Me Up (Early Version) 4:40

スーパー・デラックス・エディション・ボーナスディスク『スティル・ライフ（ウェンブリー・スタジアム1982）』
1. アンダー・マイ・サム - Under My Thumb 3:51
2. ホエン・ザ・ウィップ・カムズ・ダウン - When the Whip Comes Down 4:34
3. 夜をぶっとばせ - Let's Spend the Night Together 4:22
4. シャッタード - Shattered 4:41
5. ネイバーズ - Neighbours 4:10
6. 黒いリムジン - Black Limousine 3:51
7. ジャスト・イマジネーション - Just My Imagination (Running Away with Me) 9:32
8. トウエンティ・フライト・ロック - Twenty Flight Rock (Eddie Cochran, Ned Fairchild) 1:46
9. ゴーイング・トゥ・ア・ゴー・ゴー - Going to a Go Go (Smokey Robinson, Pete Moore, Bobby Rogers, Marvin Tarplin) 3:40
10. シャンティリー・レース - Chantilly Lace	(J.P. Richardson) 4:12
11. レット・ミー・ゴー - Let Me Go 4:06
12. タイム・イズ・オン・マイ・サイド - Time Is on My Side (Norman Meade,Jimmy Norman) 3:51
13. ビースト・オブ・バーデン - Beast of Burden 7:23
14. レット・イット・ブリード - Let It Bleed 6:00
15. 無情の世界 - You Can't Always Get What You Want 10:48
16. バンド・イントロダクションズ - Band Introductions 1:24
17. リトルT&A - Little T&A 3:21
18. ダイスをころがせ - Tumbling Dice 4:27
19. 氷のように - She's So Cold 4:11
20. ハング・ファイアー - Hang Fire 2:27
21. ミス・ユー - Miss You 7:49
22. ホンキー・トンク・ウィメン - Honky Tonk Women 3:31
23. ブラウン・シュガー - Brown Sugar 3:24
24. スタート・ミー・アップ - Start Me Up 4:40
25. ジャンピン・ジャック・フラッシュ - Jumpin' Jack Flash 6:02
26. サティスファクション - (I Can't Get No) Satisfaction	6:02

## パーソネル
※出典：
ローリング・ストーンズ
- ミック・ジャガー - リードボーカル（#4を除く）、バッキングボーカル（#5、#7‐9を除く）、ハーモニカ（#5）、エレキギター（#2、#9）、エレクトリックピアノ（#7）
- キース・リチャーズ - ギター（#9を除く）、バッキングボーカル（#5、#9を除く）、リードボーカル＆ベース（#4）
- ロン・ウッド - ギター（#3、#7－9、#11を除く）、バッキングボーカル（#1、#2、#4、#10）、ベース（#2）
- ビル・ワイマン - ベース（#2、#4を除く）、エレキギター＆シンセサイザー（#9）
- チャーリー・ワッツ - ドラムス（全曲）
- ミック・テイラー - エレキギター（#8、#11?）

参加ミュージシャン
- イアン・スチュワート - ピアノ（#2、#4、#5、#6、#10?）、オルガン（#10?）
- ニッキー・ホプキンス - ピアノ（#8、#10?、#11）、オルガン（#10?）
- ビリー・プレストン - エレクトリックピアノ&オルガン（#3）
- ウェイン・パーキンス - エレキギター（#7）
- オーリー・ブラウン - パーカッション（#3）
- マイク・カラベロ - パーカッション（#1、#3、#11）
- クリス・キムジー - ピアノ（#9）
- ジェニファー＆スーザン・マクレーン - バッキングボーカル（#6）
- ピート・タウンゼント - バッキングボーカル（#3）
- ソニー・ロリンズ - サックス（#3、#6、#11）

スタッフ
- グリマー・ツインズ - プロデューサー
- クリス・キムジー - 共同プロデューサー、チーフ・エンジニア
- グリン・ジョンズ、キース・ハーウッド - レコーディング・エンジニア（#3、#7）
- アンディ・ジョンズ - レコーディング・エンジニア（#8、#11）
- ベイカー・ビグスビー - レコーディング・エンジニア（#8）
- ボブ・クリアマウンテン - ミキサー
- ボブ・ラドウィック - マスタリング、リマスタリング（1994年、2011年）
- スティーブン・マーカソン、スチュワート・ウィットモア - リマスタリング（2009年、2021年）

## ヒットチャート
| チャート (1981–1982)                                  | 最高位 |
| ----------------------------------------------------- | ------ |
| オーストラリア (Kent Music Report)                    | 1      |
| オーストリア (エードライ・オーストリア・トップ40)     | 2      |
| カナダ (RPM)                                          | 1      |
| オランダ (Dutch Albums Chart)                         | 1      |
| フランス (SNEP)                                       | 1      |
| 日本 (オリコン)                                       | 8      |
| ニュージーランド (ニュージーランド・レコード産業協会) | 1      |
| ノルウェー (ヴェーゲー・リスタ)                       | 3      |
| スペイン (プロムシカエ)                               | 2      |
| スウェーデン (スヴァリイェトプリストン)               | 3      |
| UK Albums Chart                                       | 2      |
| US Billboard 200                                      | 1      |
| ドイツ (GfK Entertainment charts)                     | 3      |

| チャート (2021年)                      | 最高位 |
| -------------------------------------- | ------ |
| ベルギー (Ultratop Flanders)           | 10     |
| ベルギー (Ultratop Wallonia)           | 15     |
| チェコ (ČNS IFPI)                      | 87     |
| フィンランド (Suomen virallinen lista) | 24     |
| ポルトガル (AFP)                       | 23     |
| スイス (Schweizer Hitparade)           | 8      |

| チャート (1981年)      | 最高位 |
| ---------------------- | ------ |
| オーストラリア         | 12     |
| カナダ                 | 5      |
| オランダ               | 22     |
| フランス               | 40     |
| ニュージーランド(RMNZ) | 16     |
| UK Albums Chart        | 35     |
| US Billboard 200       | 22     |

| チャート (1982年)       | 順位 |
| ----------------------- | ---- |
| オーストラリア          | 20   |
| カナダ                  | 51   |
| オランダ                | 72   |
| ニュージーランド (RMNZ) | 18   |
| US Billboard 200        | 11   |

## ゴールドディスク
| 国/地域                                             | 認定        | 認定/売上数 |
| --------------------------------------------------- | ----------- | ----------- |
| Australia                                           |             | 225,000     |
| フランス (SNEP)                                     | Gold        | 100,000*    |
| カナダ (Music Canada)                               | 4× Platinum | 400,000^    |
| オランダ (NVPI)                                     | Gold        | 50,000^     |
| ニュージーランド (RMNZ)                             | Platinum    | 15,000^     |
| スペイン (PROMUSICAE)                               | Gold        | 50,000^     |
| イギリス (BPI)                                      | Gold        | 100,000^    |
| アメリカ合衆国 (RIAA)                               | 4× Platinum | 4,000,000^  |
| Yugoslavia                                          |             | 50,000      |
| * 認定のみに基づく売上数 ^ 認定のみに基づく出荷枚数 |             |             |